# Chùa Bốn Mặt
Chùa Bốn Mặt, hay còn gọi là Preah Buone Preah Phek, Wat Nei Rei, Wat Ba Rai, Wat Prha Buông Mút, Wat Buôl - Pres - Phek, hoặc Wat Prés on Prés Buôl Prés Phék theo tiếng Khmer, là một ngôi chùa cổ trong hệ thống chùa Khmer tại tỉnh Sóc Trăng. Được xây dựng vào đầu thế kỷ 16 và đã tồn tại gần 500 năm, chùa đến nay tổng thể vẫn còn nguyên vẹn các công trình cổng Tam Quan, Chánh điện, nhà Sala, khu mai táng, trai đường, tăng đường, với phong cách kiến trúc Angkor-Khmer đặc trưng ở miền Tây Nam Bộ Việt Nam.
Nơi đây là một điểm đến văn hóa của Sóc Trăng với các thiết kế đặc trưng và các hoạt động tu tập, văn hóa, dạy học cho con em địa phương và giải trí hàng tháng. Hằng năm, khuôn viên chùa cũng tổ chức nhiều lễ hội truyền thống của người Khmer tại Sóc Trăng.

### Khuôn viên và chánh điện

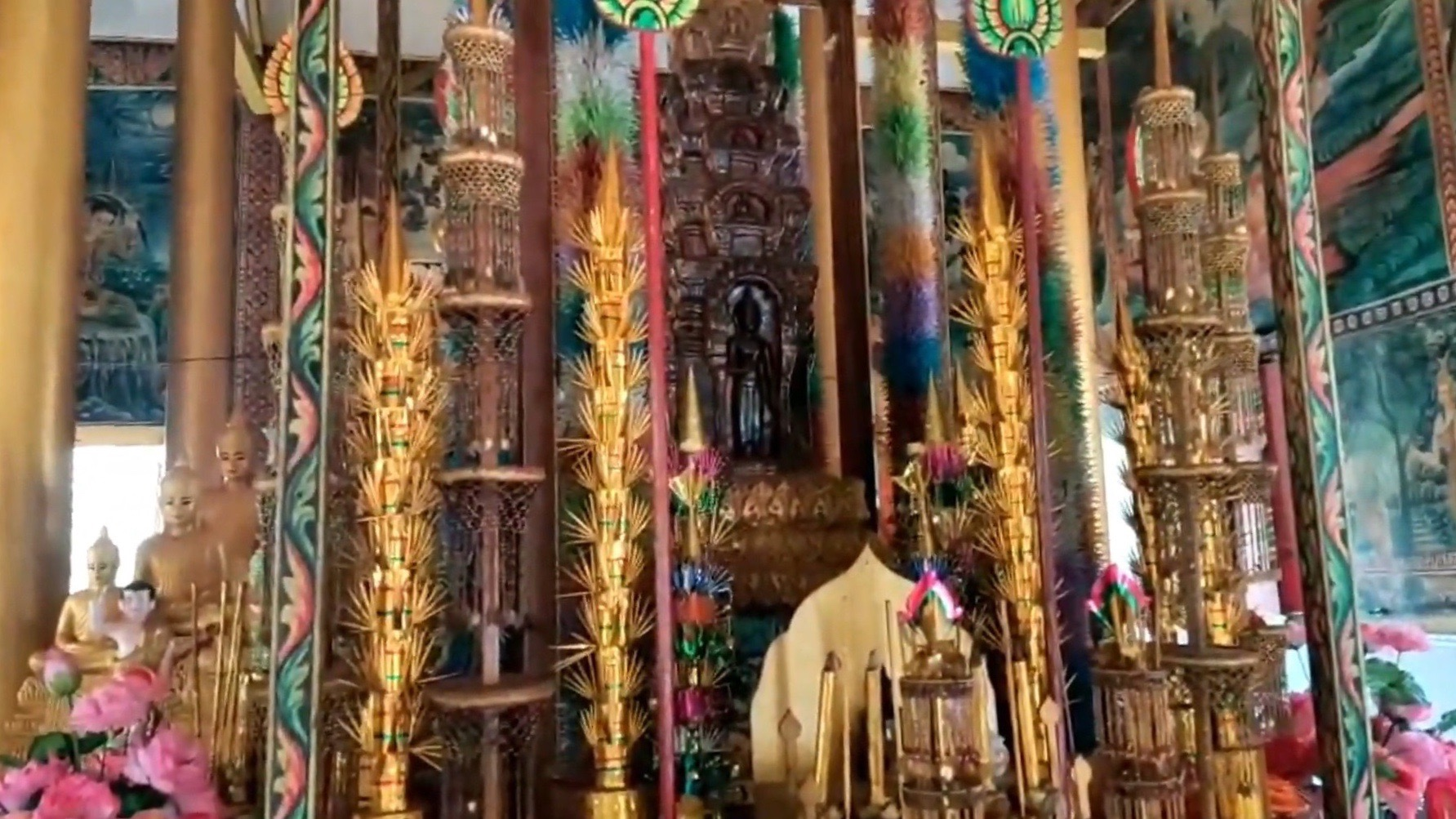
Chánh điện chùa Bốn Mặt và tháp Phật Bốn Mặt.

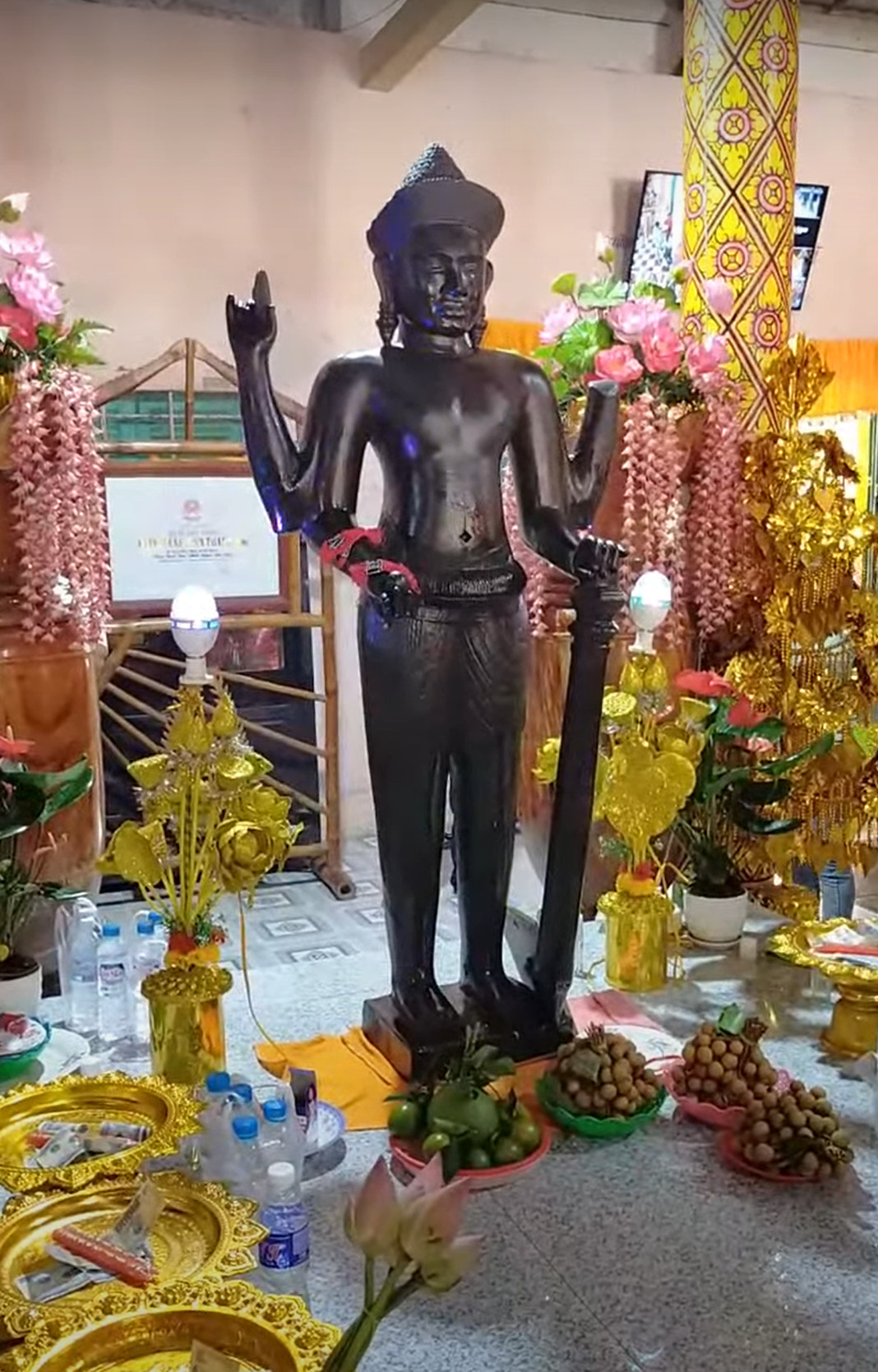
Tượng thần Vishnu trong chùa Bốn Mặt.

### Các công trình phụ

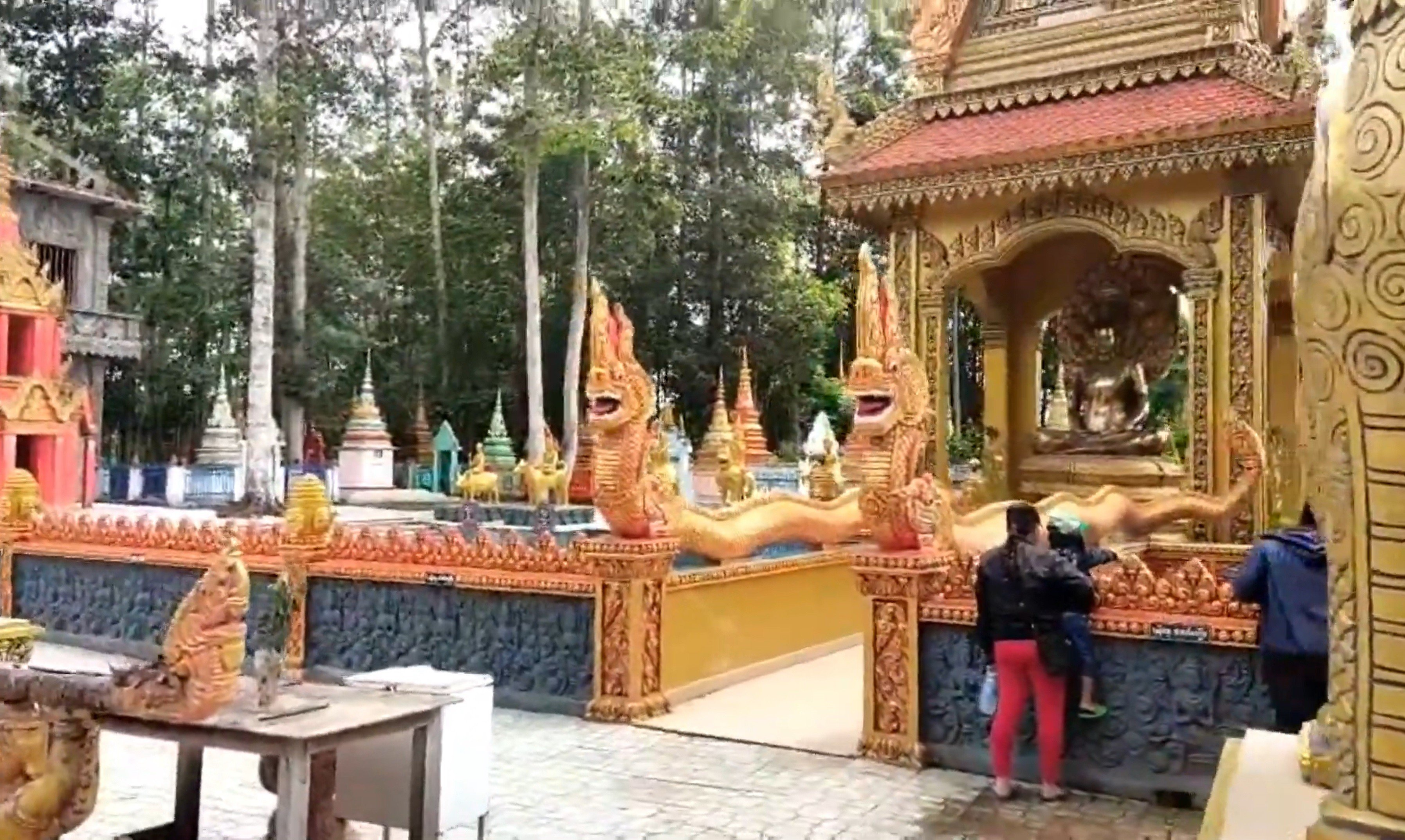
Quan cảnh Ao Mách Cha Linh gần Chùa Bốn Mặt.